# لس فرانکسس دل بایس
لس فرانکسس دل بایس (به اسپانیایی: Les Franqueses del Vallès) یک شهرستان در اسپانیا است که در بارسلون واقع شده‌است.

## خصوصیات
لس فرانکسس دل بایس ۲۹٫۱ کیلومترمربع مساحت و ۱۶٬۳۲۵ نفر جمعیت دارد و ۲۳۲ متر بالاتر از سطح دریا واقع شده‌است.